# Jaskinia z Mułem
Jaskinia z Mułem – jaskinia w Dolinie Kościeliskiej w Tatrach Zachodnich. Wejście do niej znajduje się w ścianie Żlebu na Spady wciętego w południowym stoku Żeleźniaka, w pobliżu Schronu z Kołem i Jaskini nad Prożkiem w Żlebie na Spady, na wysokości 1375 m n.p.m. Długość jaskini wynosi 21 metrów, a jej deniwelacja 2,10 metra.

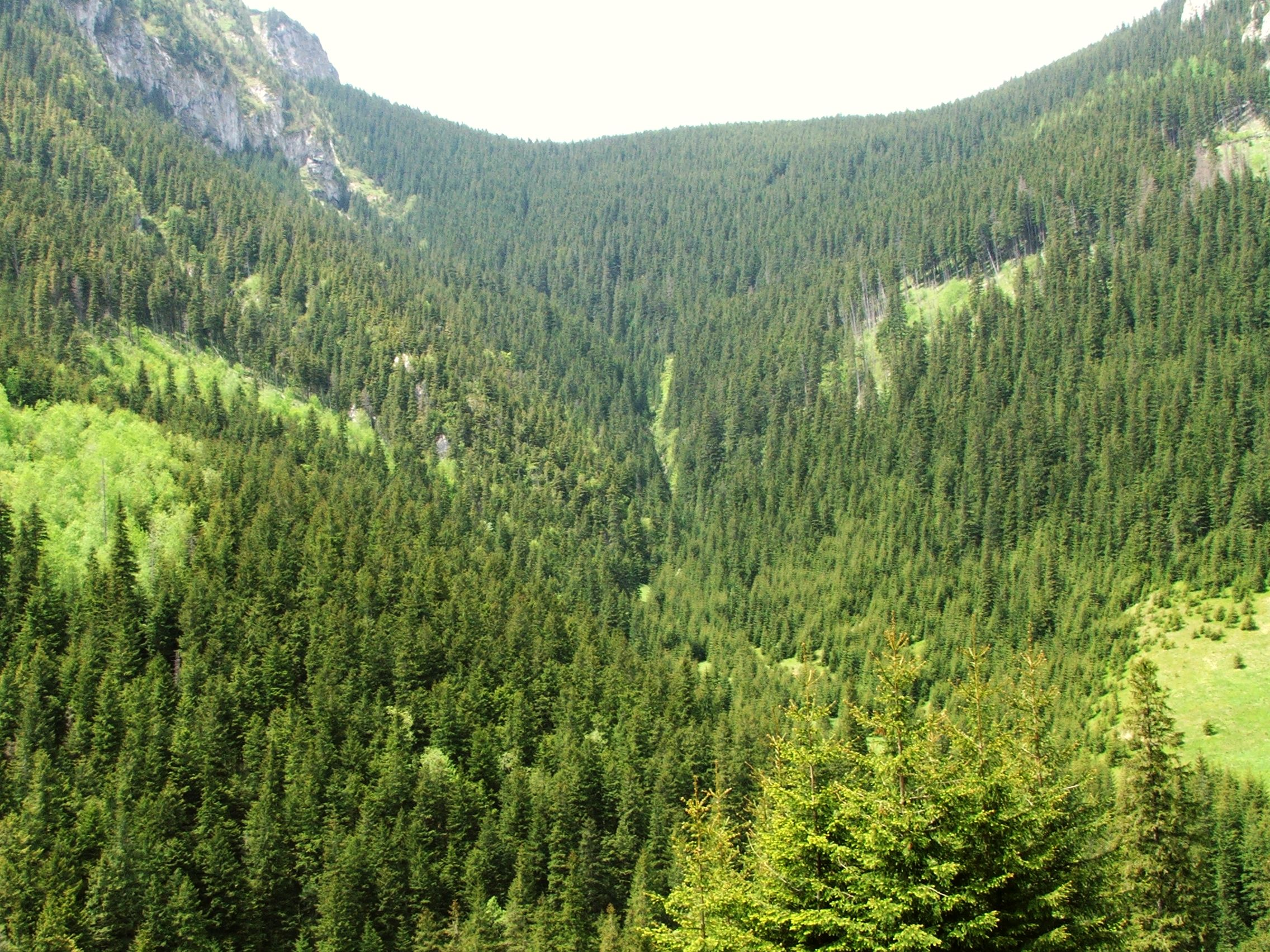
Żleb Żeleźniak. Widok z Hali Pisanej

## Opis jaskini
Jaskinia jest niewielka. W niszy na półce znajdują się dwa otwory. Z jednego można wejść do wąskiego, krótkiego korytarzyka. Z drugiego do szerokiego korytarza o długości 6,6 metra. Odchodzą od niego ciasne pochylnie łączące się wyżej ze sobą. Najdłuższa z nich ma 4,5 metra.

## Przyroda
Ściany jaskini są mokre. W niszy rosną porosty i mech.

## Historia odkryć
Jaskinia była znana zapewne od dawna. Jako pierwszy opisał ją W. W. Wiśniewski, który w latach 1976–1977 prowadził badania w rejonie Żeleźniaka.